# Fest des Fastenbrechens

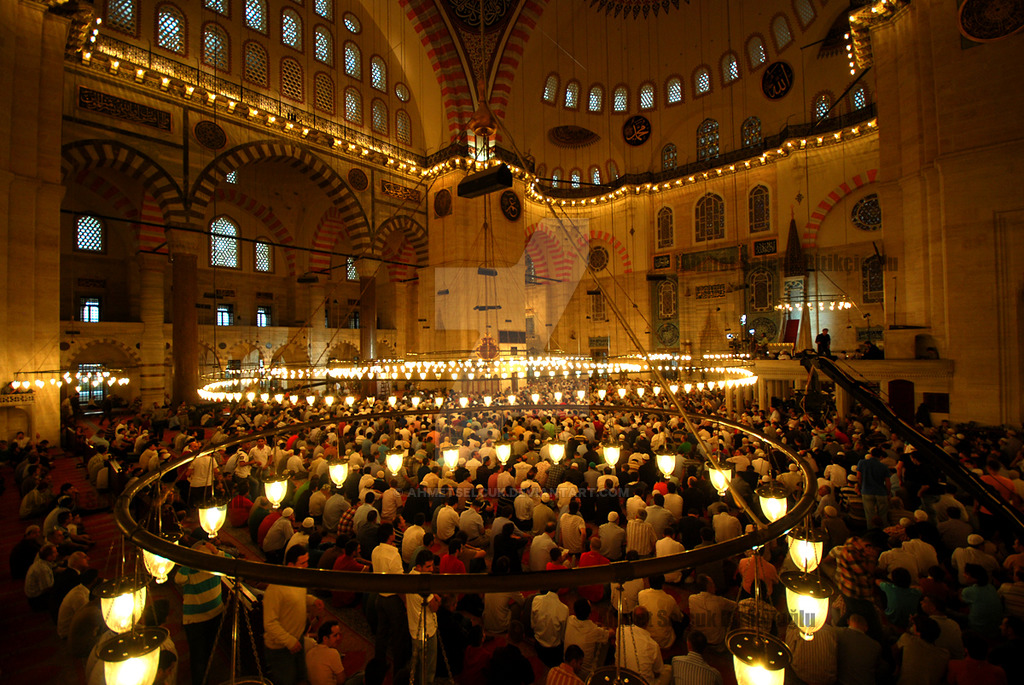
Eid-al-Fitr-Gebet in Istanbul

Das Fest des Fastenbrechens, auch Eid al-Fitr (arabisch عيد الفطر, DMG ʿĪd al-Fiṭr) oder regional Zuckerfest, ist ein islamischer Feiertag im unmittelbaren Anschluss an den Fastenmonat Ramadan in den ersten drei Tagen des Nachfolgemonats Schawwāl. Je nach Land und Region gibt es Unterschiede in der Art des Festes. Höhepunkt des Festes ist der erste Tag, der mit der Sichtung des Neulichtes nach dem Neumond beginnt.

## Namen

Eid Mubarak Kalligraphie in Arabisch

In den verschiedenen islamischen Ländern variiert die Bezeichnung für das Fest.
In den arabischen Ländern wird das Fest ʿīd al-fiṭr (Fest des Fastenbrechens), englisch transkribiert Eid al-Fitr, sowie ʿīd aṣ-saġīr (Kleines Fest) genannt. In der Türkei und in Aserbaidschan heißt es offiziell Ramazan Bayramı, wird jedoch aufgrund der vielen Süßigkeiten, die vor allem die Kinder erhalten, seit spät-osmanischer Zeit sehr oft auch als Şeker Bayramı (Zuckerfest) bezeichnet. Auf Swahili ist ebenfalls die Bezeichnung idi ndogo geläufig, was mit Kleines Fest übersetzt werden kann. Im Kurdischen wird es Çejna Remezane (Kurmancî) bzw. gleichlautend auf Soranî ڕەمەزان genannt. Im malaiischen Sprachraum heißt es „Großer Tag des Fastenbrechens“ (Hari Raya Aidilfitri) oder „Großer Tag [nach] dem Fasten“ (Hari Raya Puasa), in Indonesien wird es auch Lebaran oder in Anlehnung an den arabischen Begriff Idul Fitri genannt. In Mali und im Senegal nennt man das Fest Korité. Auf Bosnisch wird es Ramazanski Bajram genannt. Im Albanischen wird der Begriff Fitër Bajrami verwendet.

## Termin
Da die Muslime sich bei ihren religiösen Festen nicht am gregorianischen Kalender, sondern am Mondkalender orientieren, hat das islamische Festjahr nicht 365, sondern 354 Tage. Infolgedessen verschiebt sich das Fest des Fastenbrechens wie die anderen islamischen Feste gegenüber dem Sonnenkalender jedes Jahr um elf Tage nach vorn, wird also jedes Jahr früher gefeiert, in Schaltjahren (je nach Kalender) auch zehn oder zwölf Tage.
Im Jahr 2015 fiel der Beginn des Festes auf den 17. Juli nach gregorianischer Zeitrechnung. 2016 wurde es vom 5. bis 7. Juli gefeiert, 2017 vom 25. bis 27. Juni und 2018 vom 15. bis 17. Juni. 2019 fiel das Ramadanfest auf den 4. bis 6. Juni, 2020 auf den 24. bis 26. Mai und 2021 auf den 13. bis 15. Mai. Im Jahr 2022 wurde das Fest in den meisten islamisch geprägten Ländern zwischen dem 2. und 4. Mai gefeiert, in Afghanistan, Mali und Niger schon ab 1. Mai und 2023 zwischen dem 21. und 23. April.
| Jahr | Zeitraum                              |
| ---- | ------------------------------------- |
| 2015 | 17. bis 19. Juli                      |
| 2016 | 5. bis 7. Juli                        |
| 2017 | 25. bis 27. Juni                      |
| 2018 | 15. bis 17. Juni                      |
| 2019 | 4. bis 6. Juni                        |
| 2020 | 24. bis 26. Mai                       |
| 2021 | 13. bis 15. Mai                       |
| 2022 | 2. bis 4. Mai teilweise ab dem 1. Mai |
| 2023 | 21. bis 23. April                     |
| 2024 | 10. bis 12. April                     |
| 2025 | 30. März bis 1. April                 |
| 2026 | 20. bis 22. März                      |
| 2027 | 9. bis 11. März                       |
| 2028 | 26. bis 28. Februar                   |

Weil die Festlegung des Festtermins traditionell nach der Mondsichtung erfolgt, kam es in der Vergangenheit immer wieder zu uneinheitlichen Terminen. So wurde zum Beispiel 2006 das Fest in Deutschland weitestgehend auf den 24. Oktober festgelegt, während es in vielen islamischen Ländern oder Ländern mit muslimischer Minderheit am 23. Oktober gefeiert wurde. In Deutschland wurde die Bestimmung des Festtermins bis 2007 sogar von Gemeinde zu Gemeinde unterschiedlich gehandhabt. Im Rahmen des Koordinationsrates der Muslime in Deutschland haben sich die wesentlichen islamischen Verbände in Deutschland für das Jahr 2008 erstmals auf eine einheitliche Berechnungsmethode für den Ramadan und damit auch das Ramadanfest geeinigt. Dies gilt jedoch nicht für die Mitglieder der islamischen Reformgemeinde Ahmadiyya Muslim Jamaat in Deutschland, für die der Ramadan generell einen Tag später als für die Mehrheit der Muslime beginnt und endet, sodass für die Ahmadiyya-Mitglieder auch das Fest des Fastenbrechens (Urdu: Eid-ul-Fitr) jeweils einen Tag später stattfindet.

## Ablauf

### Vorbereitungen
Die Vorbereitungen für das Fest beginnen bereits während der letzten Ramadan-Tage, an denen die meisten Muslime große Mengen an Süßwaren und andere Spezialitäten für das Fest kaufen oder selbst zubereiten. In Indonesien führen Textil- und Schuhhändler während der letzten beiden Wochen des Ramadan eine Art Schlussverkauf (indonesisch obral lebaran, „Ausverkauf zum Fest des Fastenbrechens“) durch. Auch das Haus wird während dieser Zeit vollkommen aufgeräumt und gesäubert.
Noch vor dem Fest begeben sich viele Muslime zurück in ihre Heimat, um die Festlichkeiten gemeinsam mit Eltern und Verwandten zu begehen. In Malaysia und Indonesien führt dieser Exodus, der balik kampung („zurück ins Dorf“) bzw. pulang kampung („Heimkehren ins Dorf“) oder mudik („Heimfahrt“) genannt wird, alljährlich zu großen Transportproblemen und vielen Verkehrsopfern.
Noch vor dem Ende des Monats Ramadan, spätestens am Morgen vor dem Festgebet, ist außerdem die „Fastenbrechen-Zakāt“ (Zakāt al-fitr) zu entrichten. Sie gilt als eine Läuterungsgabe, mit der sich die Gläubigen von ihren Sünden reinigen können, und ist für die Armen bestimmt. Sie besteht aus einer Gabe von Grundnahrungsmitteln (Getreide, Datteln, Rosinen, Milchprodukte, Reis) mit dem Volumen von einem Sāʿ und obliegt allen männlichen und weiblichen Muslimen, die sie allerdings nicht nur für sich selbst, sondern für alle Personen, die von ihnen finanziell abhängig sind, aufzubringen haben. In Indonesien bestand sie in den 1970er Jahren aus 3 ½ Litern Reis und wurde von der „Organisation der Einnehmer der Zakāt, freiwilligen Ausgaben und Spenden“ (Badan Amil Zakat, Infak, Sedekah BAZIS) eingesammelt.
Alternativ wird die zakat al fitr in westlichen Ländern oft als Geldspende in den Gemeinden gesammelt oder von den Gläubigen an Hilfsorganisationen gezahlt, die dafür zentral an Bedürftige Nahrung spenden. Hierfür wird der Gegenwert des Sāʿ großzügig berechnet (derzeit etwa acht bis zehn Euro pro Person).

### Der morgendliche Auszug zum Gebet

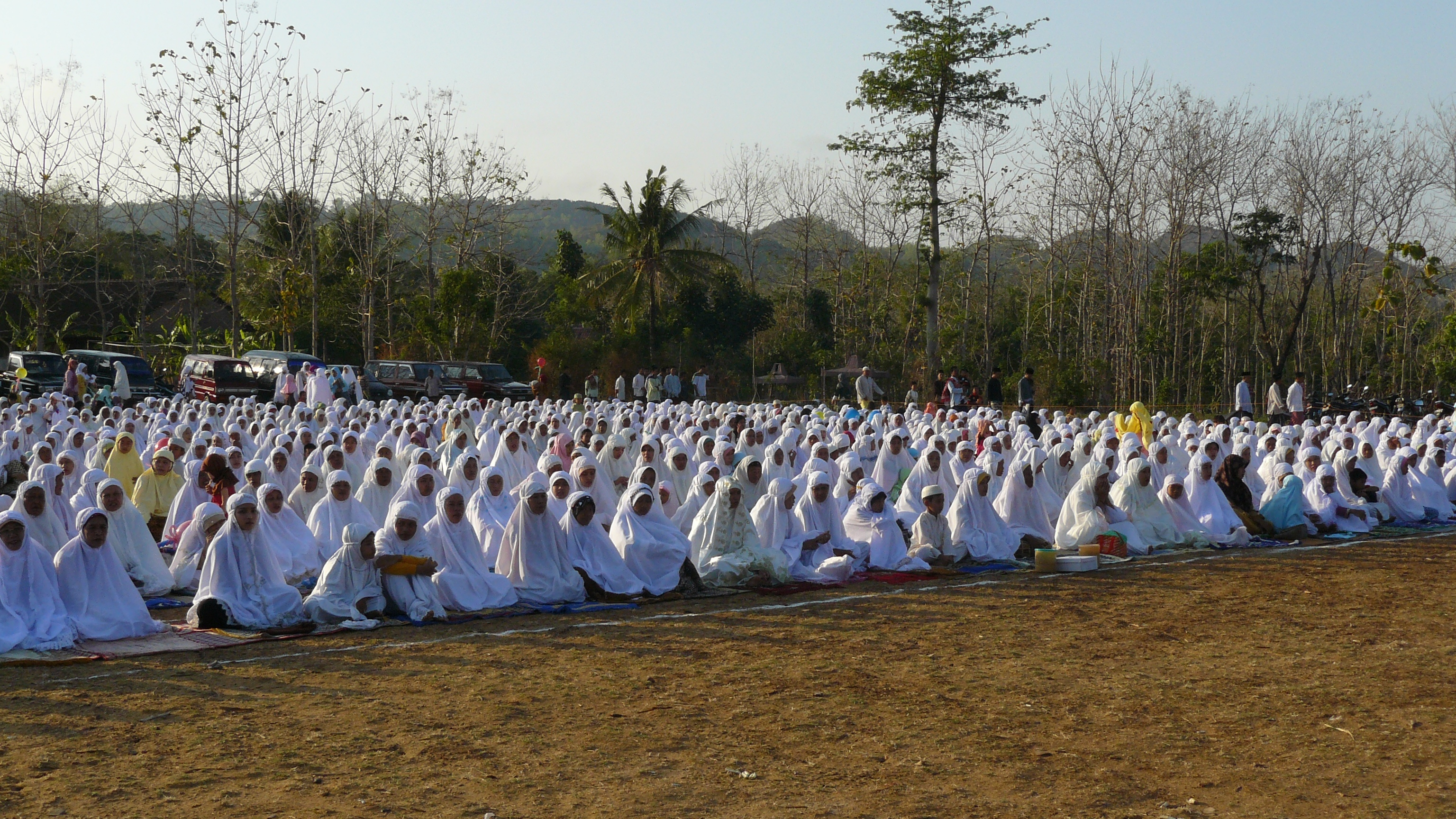
Festgebet auf einem Gebetsplatz in Indonesien

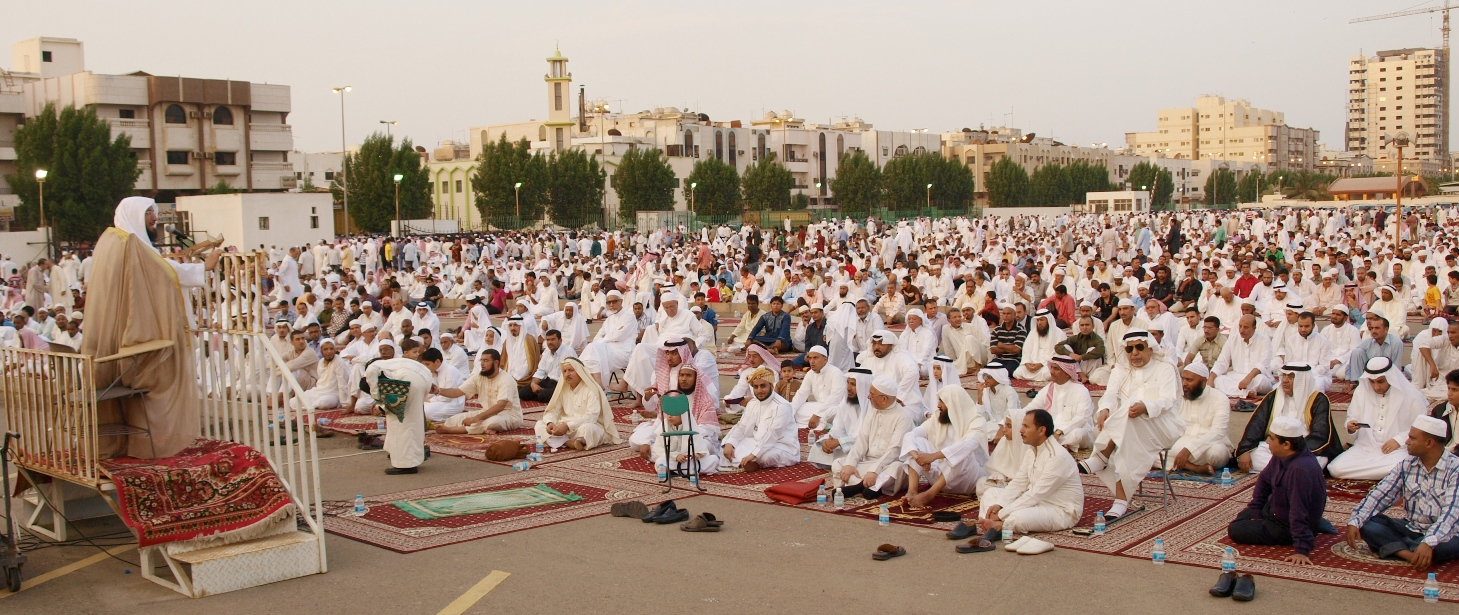
Offener Gebetsplatz für das Festgebet in Dschidda

Die wichtigste religiöse Pflicht am Fest des Fastenbrechens ist das Festgebet (ṣalāt al-ʿīd), das etwa eine Stunde nach Sonnenaufgang am Morgen des 1. Schauwāl stattfindet. Für dieses begibt man sich zu einer Freitagsmoschee oder zu einem offenen Gebetsplatz. Die Abhaltung des Gebetes auf einem offenen Gebetsplatz außerhalb der Stadt ist eine Besonderheit des Festgebetes, bei der man einem prophetischen Vorbild folgt. Auch Mohammed soll sich für dieses Gebet mit den Gläubigen in einem prozessionsartigen Zug zu einem Platz außerhalb von Medina begeben haben, wobei ihm Bilāl ibn Rabāh mit einer Lanze vorauslief. Während des Gebetes wurde dann die Lanze als Markierung für die Gebetsrichtung an einer Stelle in den Boden gesteckt. Heute verfügen die meisten islamischen Städte über eine ganze Anzahl von offenen Gebetsplätzen für das Festgebet.
Bevor er sich zum Gebet begibt, vollzieht der Gläubige eine rituelle Ganzkörperwaschung (ghusl), die für den Festtag als Sunna gilt. Für sie spricht er zunächst die Absichtsformel (nīya) aus: nawaitu an aġtasila ġusla ʿīdi l-fiṭri sunnatan li-Llāhi taʿālā („Ich erkläre meine Absicht, die rituelle große Waschung zum Fest des Fastenbrechens als Sunna für Gott – erhaben ist Er – zu verrichten“).
Sowohl die Männer als auch die Frauen ziehen sich für das Festgebet besonders schöne oder neue Kleidung an. Einige Frauen verzieren ihre Hände mit Henna. Findet das Festgebet auf einem Gebetsplatz statt, bringen die meisten Gläubigen einen eigenen Gebetsteppich mit.

### Gebet und Predigt
Beim Festgebet gibt es weder einen Gebetsruf noch eine Iqāma. Die Zeit bis zum Beginn des Gebets verbringen die versammelten Gläubigen mit der Rezitation von Takbīr-Formeln. Diese Rezitationsformeln, die auf Arabisch als takbīrāt al-ʿīd („Takbīr-Rufe des Festes“) bezeichnet werden, gelten als eine eigene gottesdienstliche Übung, die nach dem schafiitischen Madhhab in die Kategorie Sunna fallen. Die genauen Formeln für die takbīrāt al-ʿīd variieren von Region zu Region. In Medan wird zunächst gemeinsam die folgende Formel rezitiert: Allāhu akbar (3×), lā ilāha illā Llāh, Allāhu akbar (2×), wa-li-Llāhi l-ḥamd („Gott ist groß (3×), es gibt keinen Gott außer Gott, Gott ist groß (3×), Lob sei Gott“). Auf diese Formel folgt dann eine längere arabische Lobpreisung Gottes, die von dem Vorbeter allein gesprochen wird.
Vor dem Festgebet gibt der Gläubige erneut eine Absichtserklärung ab, die etwa folgendermaßen lautet: uṣallī ṣalāta ʿīdi l-fiṭri rakʿataini („Ich bete jetzt das Gebet zum Fest des Fastenbrechens, das aus zwei Rakʿas besteht“). Nach dem Gebet gehen mehrere Personen mit einer Sammelbüchse durch die Reihen der Gläubigen und sammeln Sadaqa ein. Der Gottesdienst endet mit der Predigt. Diese Reihenfolge ist eine Besonderheit des Festgebets, denn beim Freitagsgebet geht die Predigt dem Gebet voraus.

### Festtagsgrüße
Nach Gebet und Predigt gehen die Gläubigen üblicherweise in ausgelassener Stimmung durch die Straßen nach Hause und beglückwünschen sich zum Fest. Der Gruß zum Fastenbrechenfest lautet auf Arabisch ʿĪd mubārak („gesegnetes Fest“). In Indonesien und Malaysia begrüßt man sich üblicherweise mit selamat hari raya („Segen zum Feiertag“) und fügt die arabische Formel min al-ʿāʾidīn wa-l-fāʾizīn („[Sei Du einer] von den in das Paradies Einkehrenden und Gewinnenden“) hinzu. Auch ist allgemein üblich, sich an diesem Fest gegenseitig um Verzeihung zu bitten. In Indonesien lautet die Formel dafür: (mohon) maaf lahir dan batin („[Bitte um] Verzeihung äußerlich und innerlich“). Mit dieser Redewendung bittet man um Vergebung sowohl für physische als auch psychische Schmerzen, die (möglicherweise auch ganz unbewusst) zugefügt wurden.

### Soziale Aktivitäten

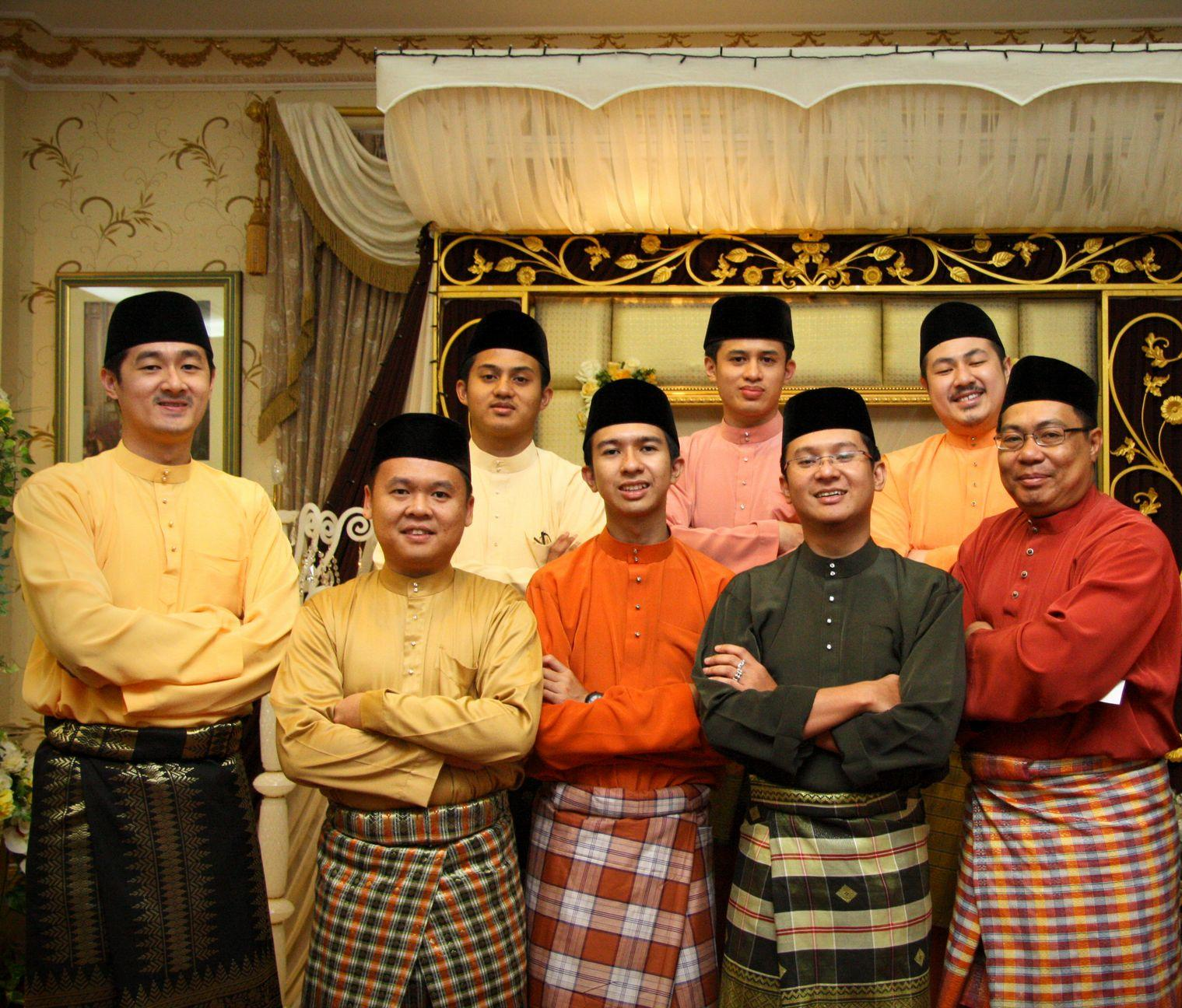
Typischerweise tragen Männer in Malaysia am Fest des Fastenbrechens das Baju Melayu

Der erste Feiertag ist ein Familientag. Meist begibt sich die Familie im Anschluss an den Gottesdienst zum Friedhof, um der verstorbenen Verwandten und Vorfahren zu gedenken, für sie Koranverse zu lesen und Bittgebete zu sprechen, hierbei insbesondere die Fatiha. Nach den Gebeten werden in einigen Gebieten Blumen und Blüten gestreut.
Die Festtage werden genutzt, um die Verwandten und Bekannten zu besuchen. Dabei werden meist süße Gerichte gereicht und eine Menge Süßigkeiten verteilt (z. B. Lokum) und gegessen. Man macht sich gegenseitig Geschenke, oft auch Bedürftigen. Dies ist ein sehr wichtiger Aspekt des Islam und wird als ehrenwerte Tat angesehen.
Kinder bekommen in Malaysia üblicherweise Geld in Papiertüten geschenkt. Diese Tradition übernahm man von der chinesischstämmigen Gesellschaft Malaysias. Den chinesischen Begriff Ang Pow ersetzte man mit duit raya („großes Geld“).
In Malaysia tragen Männer traditionell während der Festtage Baju Melayu (Hose und Hemd) mit samping (Rock) und songkok (Kopfbedeckung) und Frauen Baju Kurung (Kleid) oder kebaya (Bluse).

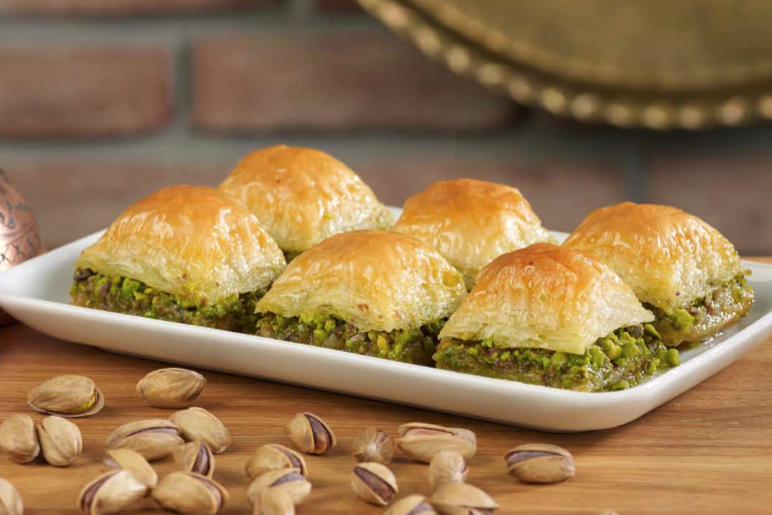
Baklava – Das typische Fest-Dessert in der Türkei

### Festspeisen und Darbietungen

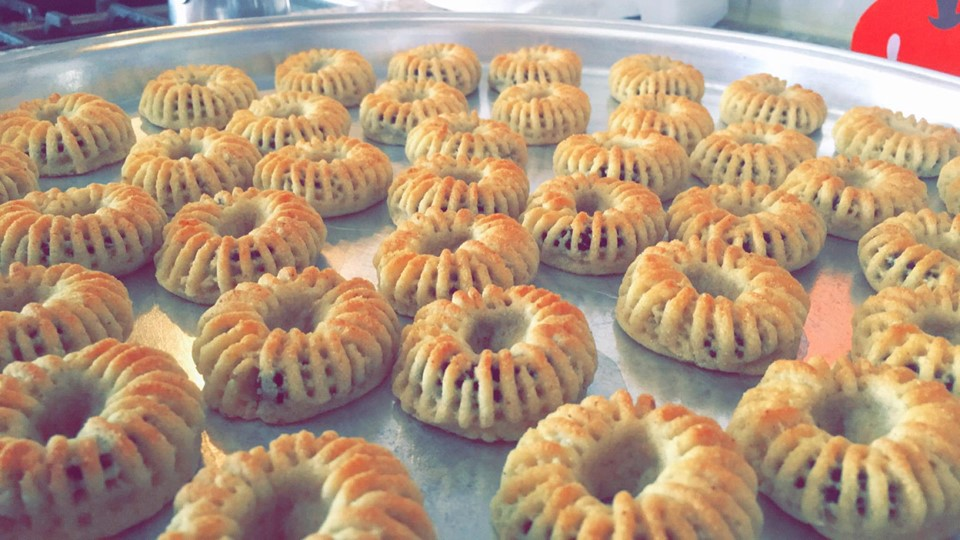
Kaʿk al-ʿīd

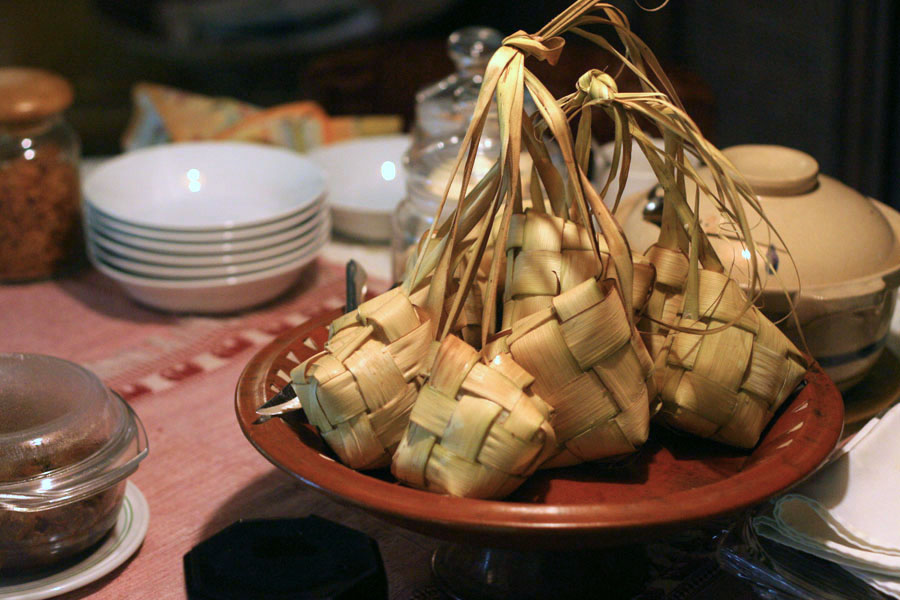
Ketupat, eine typische Speise zum Lebaran in Indonesien

Während der Festtage isst man mit Verwandten und Freunden viel gemeinsam. In Ägypten und Jordanien wird zum Fest ein spezieller Kuchen, der Kaʿk al-ʿīd, zubereitet. Schon nach dem Abendgebet des letzten Ramadan-Tages findet in der Familie das erste große Mahl statt (siehe auch: Chand Raat), das zweite nach dem Festgebet am 1. Schauwāl, das dritte am Abend desselben Tages. Zu den gewöhnlichen Speisen in Südostasien gehören lemang (Reis mit Kokosnussmilch in Bambusrohr gekocht), dodol (gelblicher Reis), ketupat (Reis in Kokospalmenblättern gegart) und ayam rendang (speziell zubereitetes Hühnerfleisch). Des Weiteren stehen in fast jedem Haus mehrere Sorten von Gebäck und anderen Süßwaren bereit.
In Indonesien finden nach dem Abendessen häufig Theater-, Musik- oder Tanzdarbietungen statt. In der Dunkelheit werden häufig fackelähnliche Kerzen in Bambusstangen aufgestellt (pelita). Außerdem zünden vor allem Jugendliche und Kinder Feuerwerkskörper und Raketen.
In der Türkei ist es üblich, dass man sich in der Familie trifft und zusammen isst. Dabei wird sehr oft nach dem Morgengebet zusammen gefrühstückt. Danach werden sehr viele Süßspeisen serviert. Dabei ist Baklava der typische Klassiker am Bayram und eine jahrhundertealte Tradition, die ihre Wurzeln in der Anfangszeit des Osmanischen Reiches hat. Von der Baklava gibt es zahlreiche Variationen.

## Das Fest des Fastenbrechens als Feiertag
In den islamischen Ländern sind während der Festtage alle Schulen, Universitäten, Ämter, Behörden und Banken geschlossen und es erscheinen üblicherweise auch keine Zeitungen. Auch die meisten Geschäfte öffnen nicht.
In Deutschland gibt es in fast allen Bundesländern für Muslime die Möglichkeit, sich am 1. Schauwāl sowie zum Opferfest am Zehnten des Monats Dhū l-Hiddscha freizunehmen. Die Lehrer sind deshalb angewiesen, an beiden Festen keine Klassen- oder Kursarbeiten oder sonstigen Leistungsnachweise zu terminieren. Eine Abweichung um einen Tag durch die jeweilige Gemeinde wird toleriert. Freigehalten von Leistungsnachweisen wird aber verbindlich nur der im Amtsblatt veröffentlichte Haupttag. In den Vereinigten Arabischen Emiraten kündigt die Regierung jedes Jahr verlängerte Feiertage für den öffentlichen und privaten Sektor für Eid Al-Fitr an. Im Jahr 2024 kündigte die Regierung der Vereinigten Arabischen Emirate eine Verlängerung der 9-tägigen Feiertage für Eid Al-Fitr vom 5. bis 14. April an.
In manchen internationalen Organisationen (wie etwa der IAEA in Wien) mit einem hohen Anteil an muslimischen Angestellten ist dieser Tag arbeitsfrei; dafür ist manch lokaler Feiertag (etwa Mariä Himmelfahrt) dort ein Werktag.